# バルヴァーノ鉄道事故

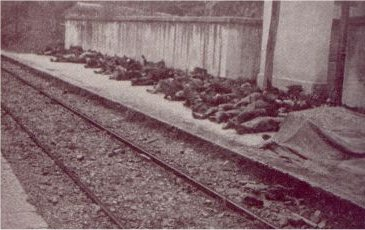
バルヴァーノ駅に安置された犠牲者の一部。

バルヴァーノ鉄道事故（バルヴァーノてつどうじこ）とは1944年3月2日～3日にイタリア南部のバジリカータ州バルヴァーノ付近で発生した鉄道事故である。蒸気機関車牽引の貨物列車がアルミ・トンネル内の急勾配で立ち往生し、乗車していた約500人が一酸化炭素中毒で死亡した。

## 背景
ナポリは深刻な戦時中の品不足に苦しんでいたため、広範囲にわたり闇市がにぎわった。1944年までに連合国はすでにベニート・ムッソリーニのファシスト政権に勝利していた。町にいたオポチュニストは新鮮な食材を軍人が持ってきた日用品と交換し始め、彼らの供給者の農場へ行くため貨物列車に違法乗車した。鉄道会社もまた良質な石炭の不足に直面していた。質の低い代用品は、燃焼すると無臭で有毒な一酸化炭素ガスを大量に発生させた。

## 事故の経過
1944年3月2日の午後6時ちょうど、第8017貨物列車がバッティパーリアを越えてエーボリに到着し、約650人の兵隊や無賃乗車の乗客を乗せて午前0時50分頃に出発したが客車は連結されておらず、蒸気機関車は許容できる乗客数を大幅に超過し著しく重量が増加していた。
トンネルは急勾配であり、列車は午前2時ごろにトンネル内にほぼすべての車両を進入させて立ち往生した。機関士と乗客はとてもゆっくりと煙と煙霧にまかれたが、彼らは危険に気づくことができなかった。数人の生存者の大半はトンネルの外にいた後方の数両に乗っていた。
大量の一酸化炭素ガスは燃焼の副産物として発生しており、機械の使用時や密閉された環境で火災が発生したときには一酸化炭素中毒の危険があるということはよく知られている。それを吸い込むとヘモグロビンと結合するため、死者の多くの死因は酸素欠乏症（酸素不足）であった。それは現在も火災や爆発の後の鉱山災害において主要な死因である。

## その後
多くの犠牲者は身元不明であったため、近隣の4つの墓地に埋葬された。また当時は戦時下であり、情報統制が行われていたため事故は隠蔽され、詳細が明らかになったのは犠牲者の親族が10億リラ（当時のレートで160万ドル）以上の損害賠償を求める300件の訴訟をナポリ控訴裁判所で起こす1951年4月までこの事故が報道されることはなかった。

## 事故の原因

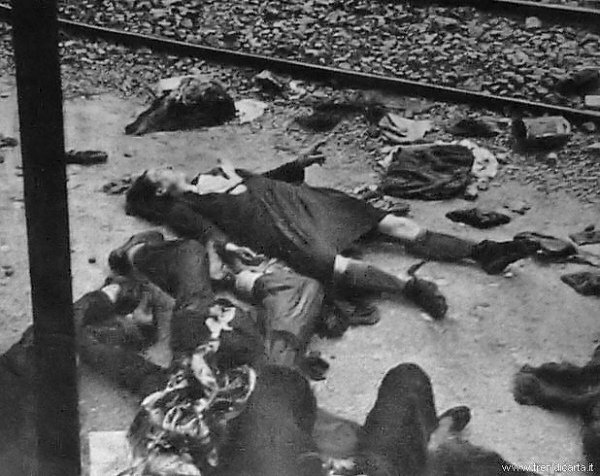
事故の犠牲者。

上記のとおり乗客数の著しい超過に加え、事故当日は天気が悪く線路が濡れており、蒸気機関車は急勾配の坂の途中で車輪が止まってしまって進むことができなくなった（反対側から来る列車を待っていたという説もある）。
機関士はさらに石炭を追加して機関車を動かそうとしたが、質の悪い石炭を燃やしたことによる一酸化炭素を大量に含んだ煙がトンネル内に充満し、機関車の先頭にいた乗組員が一番最初に死亡して煙が排出され続けた。さらに乗客は就寝していたと考えられるため、さらなる犠牲者の増加を招いた。

## 関連書
- Barneschi, Gianluca (2005). Balvano 1944: I segreti di un disastro ferroviario ignorato. Milano: Mursia. ISBN 88-425-3350-5
- Peter Semmens, Railway Disasters of the World, Patrick Stephens Ltd (1994).

La Galleria delle Armi by Salvio Esposito of Marotta&Cafiero Editore (Naples 3 March 2012 - Italy)